# Crypturellus obsoletus
A Crypturellus obsoletus a tinamualakúak (Tinamiformes) rendjébe, ezen belül a tinamufélék (Tinamidae) családjába tartozó faj.

## Rendszerezése
A fajt Coenraad Jacob Temminck holland arisztokrata és zoológus írta le 1815-ben, a Tinamus nembe Tinamus obsoletus néven.

## Alfajai
- Crypturellus obsoletus castaneus (P. L. Sclater, 1858)
- Crypturellus obsoletus cerviniventris (P. L. Sclater & Salvin, 1873)
- Crypturellus obsoletus griseiventris (Salvadori, 1895)
- Crypturellus obsoletus hypochraceus (Ribeiro, 1938)
- Crypturellus obsoletus knoxi W. H. Phelps Jr, 1976
- Crypturellus obsoletus obsoletus (Temminck, 1815)
- Crypturellus obsoletus ochraceiventris (Stolzmann, 1926)
- Crypturellus obsoletus punensis (Chubb, 1917)
- Crypturellus obsoletus traylori Blake, 1961

## Előfordulása
Dél-Amerikában, Argentína, Bolívia, Brazília, Kolumbia, Ecuador, Paraguay, Peru, Uruguay és Venezuela területén honos. Természetes élőhelyei a szubtrópusi és trópusi síkvidéki és hegyi esőerdők. Állandó, nem vonuló faj.

## Megjelenése
Testhossza 25–30 centiméter, a hím testtömege 358–482 gramm, a tojóé 395–548 gramm.

## Életmódja
Valószínűleg magvakkal táplálkozik.

## Természetvédelmi helyzete
Az elterjedési területe rendkívül nagy, egyedszáma pedig stabil. A Természetvédelmi Világszövetség Vörös listáján nem fenyegetett fajként szerepel.